# Lars G. Thelestam
Carl Lars Gösta Thelestam, född 4 juli 1939 i Helsingfors, är en finlandssvensk regissör, manusförfattare och tidigare teaterchef.
Thelestam universitetsutbildades i Helsingfors och Stockholm. Han var tidigt engagerad inom Studentteatern i Helsingfors och var kulturredaktör på Yle. År 1966 flyttade han till Stockholm och utbildade sig till regissör vid Svenska Filminstitutets Filmskola.
Som teaterregissör har Thelestam arbetat vid Svenska Teatern i Helsingfors, Finlands nationalteater, Viljandi Draamateater Ugala i Estland samt vid ett antal teatrar och även frigrupper i Sverige. Han har sammanlagt regisserat ett 60-tal teaterföreställningar. Därtill har han regisserat opera på Stockholmsoperan och Dramatiska ensemblen. Han har också varit konstnärlig ledare för Unga Teatern vid Malmö stadsteater, Vasateatern och teaterchef för Tornedalsteatern.
Inom film och TV debuterade Thelestam 1966 med Skriet, följt av kortfilmerna Yrke: Hemmafru och Inget engagement 1967 och Intolerance 68 1969. År 1972 gjorde han sin första större produktion i TV-serien Nybyggarland. Han långfilmsdebuterade 1974 med Gangsterfilmen för vilken han nominerades till Guldbjörnen vid Berlins filmfestival 1975. Han vann en Jussistatyett för samma film 1976. År 1976 följde TV-filmen Klerk och 1977 1950-talsskildringen Hempas bar, vilket är Thelestams senaste svenska långfilmsproduktion. År 1978 regisserade han den finländska långfilmen Det tredje offret och TV-filmen Dagarna genom kattens liv. Under 1980-talet arbetade Thelestam med TV och kortfilmer. År 1981 regisserade han TV-filmen Hundarnas morgon, 1982 TV-serien Flygande service och 1984 TV-serien Träpatronerna. Thelestam gjorde därefter ytterligare några kort- och reklamfilmer under 1980-talet.
Thelestam hade en mindre roll som TV-reporter i filmen Deserter USA 1969.

## Filmografi (urval)
- 1972 – Nybyggarland (TV-serie)
- 1974 – Gangsterfilmen (även manus)
- 1976 – Klerk
- 1977 – Hempas bar
- 1978 – Det tredje offret (även manus)
- 1981 – Hundarnas morgon
- 1982 – Flygande service (TV-serie)
- 1984 – Träpatronerna (TV-serie)

## Priser och nomineringar
| År   | Film           | Filmfestival         | Kategori                    | Resultat  |
| ---- | -------------- | -------------------- | --------------------------- | --------- |
| 1975 | Gangsterfilmen | Berlins filmfestival | Guldbjörnen                 | Nominerad |
| 1976 | Gangsterfilmen | Jussistatyetten      | Bästa utländska filmskapare | Vann      |